# Dirk Van Tichelt
Dirk Van Tichelt (Turnhout, 10 juni 1984) is een Belgisch judoka. Hij is negenvoudig Belgisch kampioen bij de senioren en voormalig Europees kampioen judo. In juli 2009 voerde Van Tichelt de wereldranglijst aan.

## Loopbaan
Van Tichelt werd in 2008 Europees kampioen op de Europese kampioenschappen in Lissabon in de gewichtsklasse -73 kg. Hij haalde als eerste Belgische judoka goud op een Europese kampioenschappen sinds 1999. Op de Olympische Spelen van Peking behaalde hij een vijfde plaats in de gewichtsklasse -73 kg, net als de Iraniër Ali Maloumat.
In 2009 veroverde Van Tichelt in sportpaleis Ahoy in Rotterdam zijn eerste medaille bij de wereldkampioenschappen: brons. In 2012 kon hij zich opnieuw plaatsen voor de Olympische Zomerspelen. Van Tichelt verloor er in de achtste finales en eindigde zo op een negende plaats.
In 2013 veroverde Van Tichelt zijn 2e WK-medaille te Rio en sloot vervolgens datzelfde jaar af als nummer 2 op de wereldranglijst -73 kg.
Op de Olympische Spelen in Rio (2016),in de categorie tot 73 kilogram, kreeg Van Tichelt op zijn derde Olympische Spelen een zware loting voorgeschoteld. Zijn eerste ronde was tegen de Qatarees Zemouri Morad, in de tweede ronde wachtte met de Zuid-Koreaan Ang Chang-rim de nummer één van de wereld. Van Tichelt had aan één waza-ari genoeg om de Zuid-Koreaan naar huis te sturen. Ook in zijn kwartfinale maakte Van Tichelt een goede indruk. De Rus Denis Jartsev pakte nog uit met een knap slotoffensief, maar de waza-ari en yuko van Van Tichelt waren uiteindelijk voldoende voor een plaats in de halve finales.
In die halve finale wachtte met de Japanner Shohei Ono de regerende wereldkampioen, die bovendien reeds twee jaar ongeslagen was. Van Tichelt ging kansloos onderuit. In het gevecht voor de derde plaats was de Hongaar Miklos Ungvari, de nummer 19 van de wereld, de tegenstander. Van Tichelt besliste de kamp na twee minuten met een knappe armklem en behaalde zo een bronzen medaille, zijn eerste medaille op Olympische Spelen.
Zijn oorspronkelijke judoclub is Hirano Brecht. Momenteel is hij aangesloten bij judoclub JC Koksijde.
Aan de Vrije Universiteit Brussel behaalde hij zijn Licentiaat Lichamelijke Opvoeding. Daarvoor volgde hij les aan de Topsportschool Merksem.
Van Tichelt is sinds 8 oktober 2024 bondscoach van Judo Vlaanderen. 

## Titels
- Europees kampioen judo - 2008
- Belgisch kampioen judo - 2004, 2005, 2006, 2007, 2009, 2010, 2011, 2012, 2018
- Olympische medaille (brons) - 2016
- Wereld kampioenschap (brons) 2013

## Palmares
2019
- 5e Grand Slam Abu Dhabi

2018
- Belgisch kampioen Senioren
- 1/8 finale EK Tel Aviv

2017
- 5e Grand Slam Abu Dhabi

2016
- 5e Grand Slam Tokio
- Olympische Spelen 2016

2015
- Grand Prix in Zuid-Korea
- Europees kampioenschap
- Europese Spelen

2014
- eerste ronde EK
- 7e WK

2013
- WK
- Grand Slam Moskou
- Panamerican Open San Salvador
- Grand Prix Miami
- 7e Masters in Tyumen
- 5e EK Budapest
- 5e Grand Slam Parijs

2012
- 5e Grand Slam Tokyo
- Grand Prix Qingdao
- Belgisch kampioenschap Senioren
- 5e Grand Prix Abu Dhabi
- 9e Olympische Spelen in Londen
- 5e Masters in Almaty

2011
- Grand Slam Tokyo
- Grand Slam Moskou
- Grand Prix Düsseldorf
- 7e WK
- Belgisch kampioen Senioren (-81 kg)

2010
- Belgisch kampioen Senioren
- World Cup Miami
- Grand Slam Tokyo
- Grand Slam Rio de Janeiro
- Grand Prix Tunis
- 5e Europese kampioenschappen Wenen
- 5e Grand Prix Qingdao

2009
- Grand Prix Abu Dhabi
- Belgisch kampioen Senioren
- Wereldkampioenschappen Rotterdam
- Grand Slam Rio de Janeiro
- Grand Slam Moskou
- Grand Prix Tunis
- Grand Prix Hamburg

2008
- Europese kampioenschappen Lissabon
- Super-A-toernooi Hamburg
- A-toernooi Wenen
- 5e Super-A-toernooi Parijs
- 5e Olympische Spelen in Peking

2007
- Belgisch Kampioen Senioren
- Super-A-toernooi Moskou
- 9e Europese kampioenschappen
- Deelname aan Wereldkampioenschappen

2006
- Belgisch kampioen senioren
- internationaal B-toernooi Canada
- Europese kampioenschappen 23-jarige Moskou
- internationaal B-toernooi Visé
- Super-A-toernooi Parijs (super World Cup)
- B-toernooi Slowakije
- 5e Super-A-toernooi Hamburg (super World Cup)
- 5e internationaal A-toernooi (World Cup) Praag

2005
- Belgisch kampioen senioren
- internationaal A-toernooi (World Cup) Tallinn (Estland)
- 5e internationaal B-toernooi Visé

2004
- Belgisch kampioen senioren
- internationaal B-toernooi TreTorri (Italië)
- Deelname aan Europese kampioenschappen -23

2003
- Belgisch kampioen junioren
- PortugalPOR (A-toernooien jeugd)
- Kiev BELR (A-toernooien jeugd)
- Paks HUN (A-toernooien jeugd)

2002
- Belgisch kampioen junioren

2001
- Belgisch kampioen junioren
- Jitsin CZE A-toernooi junioren

2000
- Belgisch kampioen beloften
- Venray (A-toernooi junioren)
- Oostenrijk (A-toernooi junioren)
- Engeland (A-toernooi junioren)
- Deelname aan Europese kampioenschappen beloften

1999
- Belgisch kampioen cadetten

## Televisie
- Special Forces: Wie durft wint (2023)
- Het Jachtseizoen (2023) - samen met Niels Albert
- Veel Tamtam (2020)
- De zomer van (2020)
- Gert Late Night (2020)
- De Container Cup (2020)
- De Ideale Wereld (2017)
- De Slimste Mens ter Wereld (2016) - als kandidaat (2 afleveringen)